# Хоуп, Шарлотта
Шарлотта Хоуп (англ. Charlotte Hope, род. 15 октября 1991 года, Солсбери) — британская актриса
. Наиболее известна по роли Миранды в телесериале HBO «Игра престолов» и роли королевы Англии Екатерины Арагонской в телесериале Starz «Испанская принцесса».

## Биография
Родилась 15 октября в 1991 году в Солсбери, Уилтшир (Англия). Изучала французский и испанский язык в Оксфордском университете. 
Дебютировала на телевидении в 2010 году. В 2012 году получила эпизодическую роль фабричной работницы в мюзикле Тома Хупера «Отверженные». С 2013 по 2016 год снялась в 8 эпизодах сериала «Игра престолов», исполнив роль Миранды, наложницы Рамси Болтона. В 2018 году вышел новый фильм с её участием — «Монахиня».
Недавно стало известно об отношениях актрисы с её коллегой по сериалу «Испанская принцесса» — Руари О'Коннором.

## Фильмография

### Фильмы
| Год  | Название                | Ориг. название           | Роль                |
| ---- | ----------------------- | ------------------------ | ------------------- |
| 2012 | Отверженные             | Les Misérables           | женщина на фабрике  |
| 2013 | Невидимая женщина       | The Invisible Woman      | молодая проститутка |
| 2014 | Воспоминания о будущем  | Testament of Youth       | Бетти               |
| 2014 | Теория всего            | The Theory of Everything | Филлипа Хокинг      |
| 2015 | Уже скучаю по тебе      | Miss You Already         | юная Джесс          |
| 2015 |                         | North v South            | Уиллоу Кларк        |
| 2016 | Соединённое королевство | A United Kingdom         | Оливия Ланкастер    |
| 2016 | Союзники                | Allied                   | Луиза               |
| 2018 | Монахиня                | The Nun                  | сестра Виктория     |

### Телевидение
| Год       | Название             | Ориг. название       | Роль                  | Примечание              |
| --------- | -------------------- | -------------------- | --------------------- | ----------------------- |
| 2013—2016 | Игра престолов       | Game of Thrones      | Миранда               | телесериал, 8 эпизодов  |
| 2014      | Мушкетёры            | The Musketeers       | Шарлотта Меллендорф   | телесериал, 2 эпизода   |
| 2014      |                      | Marked               | Примроуз              | телефильм               |
| 2019      | Испанская принцесса  | The Spanish Princess | Екатерина Арагонская  | мини-сериал, 8 эпизодов |
| 2020      | Игра родом из Англии | The English Game     | Маргарет Алма Киннэрд | мини-сериал, 6 эпизодов |
| 2024      | Поймай мне убийцу    | Catch Me a Killer    | Micki Pistorius       |                         |